# Sloan Fellow
Das Sloan Fellows-Programm ist ein Master-Studiengang in Betriebswirtschaftslehre mit den Schwerpunkten General Management und Leadership, der durch die US-amerikanische Alfred P. Sloan Foundation gefördert wird. Das Studium richtet sich ausschließlich an Manager und Unternehmer, die über mindestens 10 Jahre Berufserfahrung in Führungspositionen verfügen. Der Namensgeber Alfred P. Sloan rief 1940 das Programm ursprünglich ins Leben, um eine aus seiner Sicht ideale und umfassende Management-Ausbildung sicherzustellen, die bereits umfangreiche Praxiserfahrung voraussetzt. Es sollte nicht verwechselt werden mit der Sloan Research Fellowship für Mathematik, Naturwissenschaften und Ökonomie.

## Studienprogramm
Angeboten wird das Sloan Fellows-Programm in Kooperation von der MIT Sloan School of Management, Stanford Graduate School of Business sowie der London Business School.
Inhaltlich ähnelt das Sloan Fellows-Programm im Hinblick auf Curriculum und Ablauf einem MBA-Programm, setzt aber eben Führungserfahrung voraus und richtet sich insofern an eine andere Zielgruppe. Im Durchschnitt verfügen Sloan Fellows über zwölfjährige Führungserfahrung und sind typischerweise zwischen 35 und 45 Jahre alt. Neben den klassischen Fächern der Betriebswirtschaftslehre wird vor allem der Persönlichkeitsentwicklung und Mitarbeiterführung besonderes Augenmerk geschenkt. Im Gegensatz zu den meisten EMBA-Programmen, welche sich üblicherweise über einen Zeitraum von 18 bis 36 Monaten erstrecken und berufsbegleitend zu absolvieren sind, wird das „Sloan Fellows“-Programm binnen 12–14 Monaten in Vollzeit abgeschlossen.
Abhängig von den Wahlfächern verleiht die MIT Sloan School of Management nach erfolgreichem Abschluss des Programms entweder einen Master of Business Administration oder einen Master of Science in Global Innovation and Leadership. An der Stanford University schließen die Teilnehmer als Master of Science in Management ab, während Absolventen der London Business School der akademische Grad Master of Science in Leadership and Strategy verliehen wird.

## Sloan Fellowship Award
Im Rahmen des Kurses Global Business Environment, welcher an der London Business School unterrichtet wird, verleiht die Wirtschaftsprüfungsgesellschaft PricewaterhouseCoopers jährlich unter allen Teilnehmern den Sloan Fellowship Award für die beste Forschungsarbeit.

## Absolventen
Zu den Absolventen (Alumni) des Programms gehören beispielsweise der ehemalige UN-Generalsekretär Kofi Annan, die langjährige Vorstandsvorsitzende von Hewlett-Packard Carly Fiorina, der frühere Vorstandsvorsitzende von Symantec John W. Thompson und William Clay Ford Junior, Aufsichtsratsvorsitzender der Ford Motor Company und ehemaliger Vorstandsvorsitzender von Boeing.